# Ålands jakt- och fiskemuseum

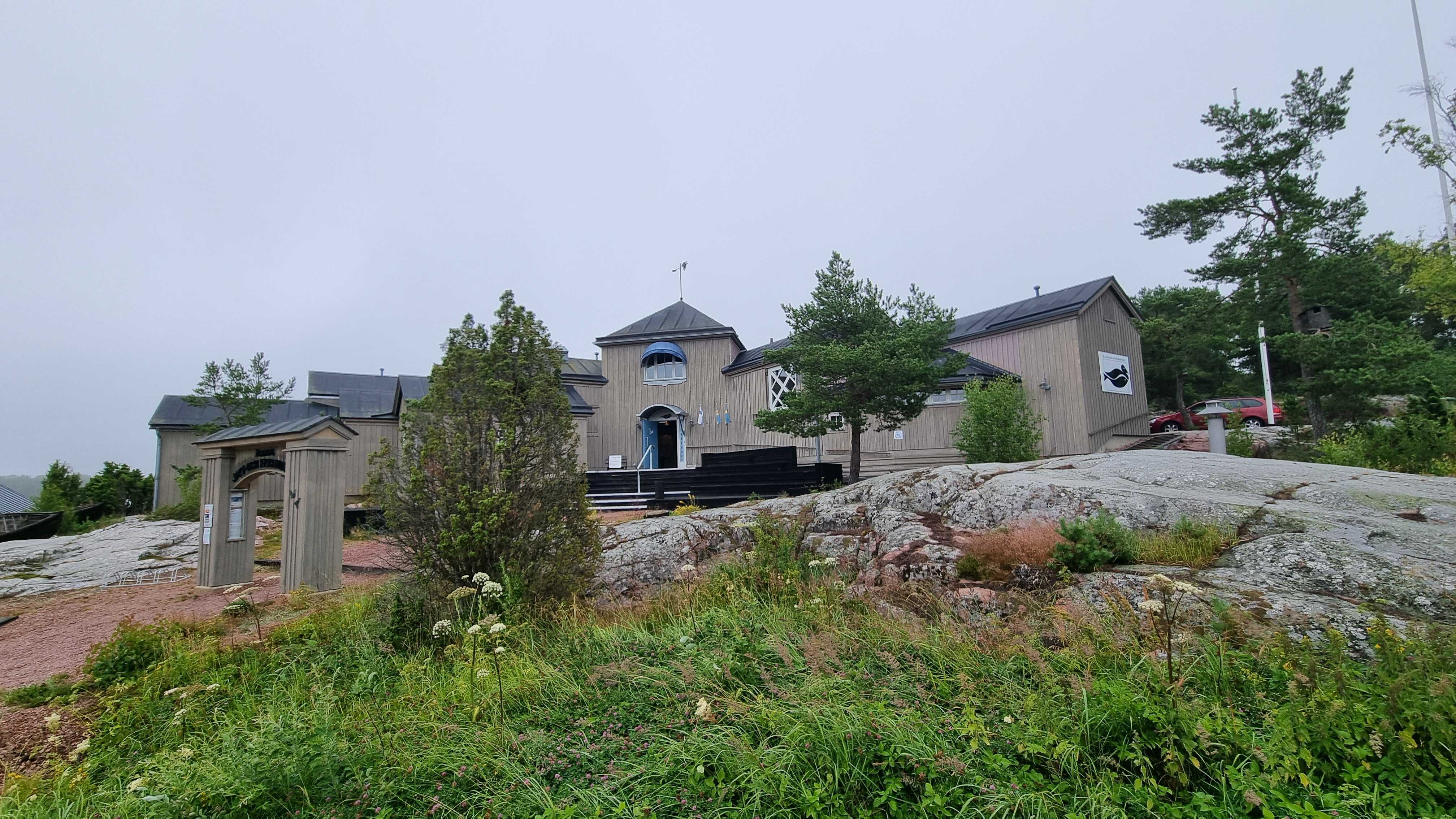
Åland jakt- och fiskemuseum 2024

Ålands jakt- och fiskemuseum är ett museum i Käringsund på Eckerö, Åland. Byggnaden är ritad av Folke Wickström och invigdes 1995.